# ロッチ×NGT48のアイドルってなんだ?
『ロッチ×NGT48のアイドルってなんだ?』（ロッチ×エヌジーティーフォーティーエイトのアイドルってなんだ）は、2022年2月1日から毎週火曜0時59分 - 1時29分（月曜深夜）にテレビ新潟で放送されていたバラエティ番組。ロッチとNGT48の冠番組である。

## 概要
2017年1月17日から2019年3月26日まで同じテレビ新潟で放送されていた『NGT48のにいがったフレンド!』以来2年10か月ぶりにNGT48とロッチが再び組んで制作されたバラエティ番組である。短期集中企画として2クール（6か月）限定で放送された。

## 出演者
- ロッチ（中岡創一・コカドケンタロウ）
- NGT48

### ゲスト
- 土佐兄弟 - 第14回

## 放送日程
| 回        | 放送日   | サブタイトル                                                                            | 出演メンバー・ロケ地 | テーマ（アイドルとは） | 備考              |
| --------- | -------- | --------------------------------------------------------------------------------------- | --- | ---------------------- | ----------------- |
| 1         | 02月01日 | いよいよスタート! NGT48メンバーを集めロッチが番組説明会を開催!                          | 1期生:角ゆりあ、清司麗菜、中井りか、本間日陽、山田野絵・2期生：小越春花、富永夢有、古舘葵、真下華穂、三村妃乃・他『（NGT48劇場）』 | いかに親しんでもらうか |                   |
| 2         | 02月08日 | 早くも2つのロケ企画が始動!看板職人に弟子入り&強豪ダンス部に入部                         | 1期生:日下部愛菜、2期生:大塚七海、三村妃乃『（新潟県小千谷市・近藤看板店）』 | 愛着だ                 |                   |
| 2         | 02月08日 | 早くも2つのロケ企画が始動!看板職人に弟子入り&強豪ダンス部に入部                         | 1期生:西潟茉莉奈・2期生:大塚七海、小越春花、川越紗彩、寺田陽菜、古舘葵、諸橋姫向 （出向メンバー:寺田陽菜、古舘葵、諸橋姫向）『（新潟県新潟市・新潟清心女子高校のダンス部）』 | 結束力だ               |                   |
| 3         | 02月15日 | 職人歴半世紀以上！看板職人に弟子入り&強豪ダンス部に入部                                 | 1期生:日下部愛菜、2期生:大塚七海、三村妃乃『（新潟県小千谷市・近藤看板店）』 | 愛着だ                 |                   |
| 3         | 02月15日 | 職人歴半世紀以上！看板職人に弟子入り&強豪ダンス部に入部                                 | 1期生:西潟茉莉奈、2期生:大塚七海、小越春花、川越紗彩、寺田陽菜、古舘葵、諸橋姫向 （出向メンバー:寺田陽菜、古舘葵、諸橋姫向）『（新潟県新潟市・新潟清心女子高校のダンス部）』 | 結束力だ               |                   |
| 4         | 02月22日 | 地元密着の新聞社に出向!SNSを使った大型企画も始動!ダンス部企画続報も…                    | 2期生:寺田陽菜、古舘葵、諸橋姫向『（新潟県新潟市・新潟清心女子高校のダンス部）』 | 結束力だ               |                   |
| 4         | 02月22日 | 地元密着の新聞社に出向!SNSを使った大型企画も始動!ダンス部企画続報も…                    | 1期生:角ゆりあ、奈良未遥・ドラフト3期生:藤崎未夢・2期生:古澤愛『（新潟県三条市・三條新聞）』 | オールドメディアだ     |                   |
| 4         | 02月22日 | 地元密着の新聞社に出向!SNSを使った大型企画も始動!ダンス部企画続報も…                    | 1期生:小熊倫実、角ゆりあ、奈良未遥、西潟茉莉奈・ドラフト3期生:佐藤海里、對馬優菜子、藤崎未夢・2期生:古澤愛『（会議室）』 | バズだ                 |                   |
| 5         | 03月01日 | 地元密着の新聞社に出向!後編 記者や政策を体験しその魅力を学ぶ!そして最後は…              | 1期生:角ゆりあ、奈良未遥、ドラフト3期生:藤崎未夢、2期生:古澤愛『（新潟県三条市・三條新聞）』 | オールドメディアだ     |                   |
| 6         | 03月08日 | 似顔絵巨大看板制作開始!ダンス部は自主練習で…&あのメンバーの卒業SPも!                    | 1期生:日下部愛菜、2期生:大塚七海、三村妃乃『（テレビ新潟・オフィス）』 | 愛着だ                 |                   |
| 6         | 03月08日 | 似顔絵巨大看板制作開始!ダンス部は自主練習で…&あのメンバーの卒業SPも!                    | 2期生:寺田陽菜、古舘葵、諸橋姫向『（ダンススタジオ）』 | 結束力だ               |                   |
| 6         | 03月08日 | 似顔絵巨大看板制作開始!ダンス部は自主練習で…&あのメンバーの卒業SPも!                    | 1期生:清司麗菜、山田野絵・ドラフト3期生:佐藤海里、對馬優菜子『（新潟県上越市・上越市立水族博物館 うみがたり）』 | ふれあいだ             |                   |
| 7         | 03月15日 | NGT48の山田野絵が水族館で躍動!ふれあいからアイドルを学ぶ                                | 1期生:清司麗菜・山田野絵、ドラフト3期生:佐藤海里、對馬優菜子・2期生:古澤愛『（新潟県上越市・上越市立水族博物館 うみがたり）』 | ふれあいだ             |                   |
| 7         | 03月15日 | NGT48の山田野絵が水族館で躍動!ふれあいからアイドルを学ぶ                                | 1期生:日下部愛菜、2期生:大塚七海、三村妃乃『（テレビ新潟・オフィス）』 | 愛着だ                 |                   |
| 8         | 03月22日 | NGT48卒業の山田野絵＆出向メンバーが超難関の水槽掃除! そして感動の…                      | 1期生:清司麗菜、山田野絵・ドラフト3期生:佐藤海里、對馬優菜子・2期生:古澤愛『（新潟県上越市・上越市立水族博物館 うみがたり）』 | ふれあいだ             |                   |
| 9         | 03月29日 | 謎のスポーツ団体「スポテミックス」へ出向!趣向を凝らした創作競技から何を学ぶ?            | 1期生:中村歩加、西村菜那子・ドラフト3期生:藤崎未夢、2期生:川越紗彩、曽我部優芽『（体育館）』 | 独創性だ               |                   |
| 10        | 04月05日 | スポテミックスで独創性を学ぶ! ドタバタの買い出しを経てロッチ×NGT48の創作スポーツが完成! | 1期生:中村歩加、西村菜那子・ドラフト3期生:藤崎未夢、2期生:川越紗彩、曽我部優芽『（体育館）』 | 独創性だ               |                   |
| 11        | 04月12日 | 入稿期限直前! 紙面完成のウラ側を大公開! 卒業した角ゆりあからラストメッセージ            | 1期生:角ゆりあ、奈良未遥・ドラフト3期生:藤崎未夢・2期生:古澤愛『（テレビ新潟・会議室）』 | オールドメディアだ     | [ 注 2 ] [ 注 3 ] |
| 12        | 04月19日 | ダンス部にふりかかる過酷な新企画! 限界を超えたメンバーを待ち受ける驚きの結末とは        | 2期生:小越春花、寺田陽菜、古舘葵、富永夢有、諸橋姫向『（グリルキャンプ 新潟店）』 | 4.8だ                  | [ 注 3 ]          |
| 13        | 04月26日 | 巨大似顔絵看板がついに完成! メンバー全員参加の新企画も情報解禁                          | 1期生:日下部愛菜・2期生:大塚七海、三村妃乃『（テレビ新潟・スタジオ、オフィス）』 | 愛着だ                 | [ 注 3 ]          |
| 13        | 04月26日 | 巨大似顔絵看板がついに完成! メンバー全員参加の新企画も情報解禁                          | 1期生:清司麗菜、中村歩加、西村菜那子・ドラフト3期生:藤崎未夢・2期生:川越紗彩、曽我部優芽、古舘葵、富永夢有、三村妃乃 | ロッチだ               | [ 注 4 ]          |
| 特別編    | 05月03日 | 深夜の緊急生放送！一体何が起こるのか？                                                  | 1期生:清司麗菜、奈良未遥、西村菜那子・ドラフト3期生:安藤千伽奈・2期生:大塚七海、三村妃乃『（ホテル日航新潟 Befcoばかうけ展望室）』 | -                      | [ 注 5 ]          |
| 14        | 05月10日 | 企画成功に黄色信号!?バズ企画に土佐兄弟がやってきた!                                     | 1期生:小熊倫実、日下部愛菜、清司麗菜、西村菜那子・2期生:小越春花、大塚七海、古舘葵、三村妃乃『（テレビ新潟・スタジオ、オフィス）』 | -                      | [ 注 3 ]          |
| 15        | 05月17日 | ついにロッチ・中岡が現場復帰!お祝いパーティー開催でNGT48メンバーの特技も披露!?          | 1期生:西潟茉莉奈・2期生:小越春花、川越紗彩、富永夢有『（ピアBandai）』 | -                      |                   |
| 16        | 05月24日 | 村上市の名所でキャッチコピー作り! さらに爆笑裏企画も!                                   | 1期生:小熊倫実、本間日陽・ドラフト3期生:安藤千伽奈・2期生:真下華穂『（新潟県村上市・村上市役所・村上市内）』 | 伝える力だ             |                   |
| 17        | 05月31日 | 村上市でキャッチコピー作り後編! 清司、エアスケボー卒業なるか?                           | 1期生:小熊倫実、清司麗菜、本間日陽・ドラフト3期生:安藤千伽奈・2期生:真下華穂『（新潟県村上市・瀬波温泉、噴湯公園・村上市スケートパーク）』 | 伝える力だ             |                   |
| 18        | 06月07日 | NGT48が佐渡観光応援公式サポーター就任! ついにあのメンバー登場で佐渡を勝手にPR           | 1期生:中井りか、西潟茉莉奈・2期生:小越春花、富永夢有『（新潟県佐渡市・佐渡島）』 | 佐渡でも伝える力だ     |                   |
| 19        | 06月14日 | 佐渡でキャッチコピー作り後編!アルバムヒット祈願の滝行に挑戦                             | 1期生:中井りか、西潟茉莉奈・2期生:小越春花、富永夢有『（新潟県佐渡市・佐渡島）』 | 佐渡でも伝える力だ     |                   |
| 20        | 06月14日 | 強豪ダンス部出向企画がついに完結! 応援するロッチも息をのむ…その結末は!?                 | 2期生：小越春花、富永夢有、出向メンバー（寺田陽菜、古舘葵、諸橋姫向） | 結束力だ               |                   |
| 21        | 06月28日 | 逸材だらけの3期生がバラエティ初登場! そしてロッチ初の新潟単独ライブの裏側に完全密着!    | 1期生:小熊倫実、清司麗菜、中井りか、中村歩加、奈良未遥、西潟茉莉奈、本間日陽 ドラフト3期生:安藤千伽奈、佐藤海里、對馬優菜子 2期生:大塚七海、小越春花、川越紗彩、曽我部優芽、寺田陽菜、古澤愛、古舘葵、真下華穂、三村妃乃、諸橋姫向（新潟ユニゾンプラザ）                                 | -                      |                   |
| 21        | 06月28日 | 逸材だらけの3期生がバラエティ初登場! そしてロッチ初の新潟単独ライブの裏側に完全密着!    | ドラフト3期生:藤崎未夢・2期生:小越春花 3期生:新井りりの、磯部瑠紅、喜多花恵、北村優羽、木本優菜、柴野夕葵、 水津菜月、杉本萌、鈴木凜々花、中島光里、長谷朱桃、南川遥香（NGT48劇場） | -                      |                   |
| 22 最終話 | 07月05日 | ロッチ初の新潟ライブでついにNGT48考案の合同コントを拾う! そして最後にあることが発覚!    | 1期生:小熊倫実、清司麗菜、中井りか、中村歩加、奈良未遥、西潟茉莉奈、西村菜那子、本間日陽 ドラフト3期生:安藤千伽奈、佐藤海里、對馬優菜子、藤崎未夢 2期生:大塚七海、小越春花、川越紗彩、曽我部優芽、寺田陽菜、富永夢有、古澤愛、古舘葵、真下華穂、三村妃乃、諸橋姫向（新潟ユニゾンプラザ） | -                      |                   |
| 総集編    | 08月06日 | 一気に総集編スペシャル! 未公開も結構あるよ!                                             | 全員 | -                      |                   |

## 放送時間
放送局
| 放送期間              | 放送時間                      | 放送局             | 対象地域 | 備考   |
| --------------------- | ----------------------------- | ------------------ | -------- | ------ |
| 2022年2月1日 - 7月5日 | 火曜日0:59 - 1:29（月曜深夜） | テレビ新潟（TeNY） | 新潟県   | 制作局 |

ネット配信
| 配信期間       | 更新日時           | 配信元 | 備考     |
| -------------- | ------------------ | ------ | -------- |
| 2022年2月1日 - | 地上波放送終了直後 | TVer   | [ 注 7 ] |

## スタッフ
- 構成：平松政俊
- ナレーション：黒川陽日里（第1話 - 第2話・第11話・第13話 - 第14話）、天野結心（第3話 - 第5話、第18話 - 第20話）、藤井紗瑛・藤井陽太（共に第6話 - 第10話・第16話 - 第17話・第21話 - 最終話・総集編）、佐々木瑠生（第12話・第15話）
- カメラ：志田祐輔（第1話のみ）、古堀博信（第2話 - 第3話・第6話 - 第10話・第13話 - 最終話）、松坂奈月（第4話 - 第5話・第11話 - 第12話・特別編）
- 音声：吉岡康明（第1話 - 第3話・第13話 - 第17話・第20話 - 最終話・特別編）、若林一義（第4話 - 第11話）、石塚克（第12話のみ）、立川愛子（第18話 - 第19話）
- 照明：若林一義（第1話・第21話 - 最終話・特別編）、原田雄二郎（第18話 - 第19話）、原田雄大（第20話のみ）
- MA：立川愛子（第2話・第5話 - 第6話・第8話 - 第10話・第13話・第15話 - 第17話・第20話・最終話）、高橋圭祐（第3話 - 第4話・第8話・第11話 - 第12話・第14話・第18話 - 第19話・第21話）、吉岡康明（第7話・総集編）
- PA：齊藤佑花里（第1話のみ）
- TD：鈴木裕也（特別編のみ）
- SW：河野由里子（特別編のみ）
- テロップ：鶴巻博子（特別編のみ）
- TK：伊藤ナナ（特別編のみ）
- CG：山口剛史（第2話 - 最終話・特別編）
- 音効：松田創
- 制作協力：株式会社Flora
- 協力：佐渡市観光振興課、佐渡汽船株式会社（以上、第18話 - 第19話）
- 送出ディレクター：大橋友寛（特別編のみ）
- ディレクター：永井一郎（総集編を除く）、大野裕明、鈴木峻輔
- チーフディレクター：佐藤誠、武井宏之
- 演出プロデューサー：伊藤正鋭
- 製作著作：TeNYテレビ新潟

## 主題歌
- ポンコツな君が好きだ - （第1話〜第20話）
- しそうでしないキス - （第21話〜最終話）